# بیسکین پارک (فلوریدا)
بیسکین پارک (به انگلیسی: Biscayne Park) روستای در شهرستان میامی-دید ایالت فلوریدا است که در سال ۱۹۳۳ بنیان‌گذاری شده‌است. این روستا طبق سرشماری سال ۲۰۱۰ میلادی، ۳٬۰۵۵ نفر جمعیت داشته و مساحت آن نیز ۱٫۷ کیلومتر مربع است.